# Original Sin (album)
Pour les articles homonymes, voir Original Sin.
Albums de INXS
Switch
(2005) The Very Best
(2010)
Original Sin est le douzième et dernier album studio du groupe de rock australien INXS sorti en novembre 2010. Il reprend le titre de la chanson qui fit mondialement connaître le groupe en 1984.
INXS y réinterprète plusieurs de ses anciens titres en invitant des chanteurs de différentes nationalités, comme Tricky, Ben Harper ou encore Mylène Farmer et Loane qui chantent en français,.

## Liste des chansons
| No  | Titre                                                          | Auteur                                                                                | Durée |
| --- | -------------------------------------------------------------- | ------------------------------------------------------------------------------------- | ----- |
| 1.  | Drum Opera (instrumental, interprété par Jon Farriss)          | Jon Farriss                                                                           | 2:56  |
| 2.  | Mediate (avec Tricky)                                          | Andrew Farriss                                                                        | 4:08  |
| 3.  | Original Sin (avec Rob Thomas et DJ Yaleidys)                  | - A. Farriss - Michael Hutchence - Yaleidys Salazar Fernandez                         | 4:20  |
| 4.  | Never Tear Us Apart (avec Ben Harper et Mylène Farmer)         | - A. Farriss - Hutchence - Farmer                                                     | 3:57  |
| 5.  | Beautiful Girl (avec Pat Monahan)                              | - A. Farriss - Hutchence                                                              | 4:08  |
| 6.  | New Sensation (avec Deborah de Corral)                         | - A. Farriss - Hutchence                                                              | 3:42  |
| 7.  | Just Keep Walking (avec Dan Sultan)                            | - A. Farriss - Hutchence                                                              | 2:42  |
| 8.  | Mystify (avec Loane)                                           | - A. Farriss - Hutchence - Loane                                                      | 5:49  |
| 9.  | To Look at You (avec Kav Temperley)                            | A. Farriss                                                                            | 3:59  |
| 10. | Kick (avec Nikka Costa)                                        | - A. Farriss - Hutchence                                                              | 5:10  |
| 11. | Don't Change (interprétée par Andrew Farriss et Kirk Pengilly) | - Gary Gary Beers - A. Farriss - J. Farriss - Tim Farriss - Hutchence - Kirk Pengilly | 4:15  |
| 12. | The Stairs (avec J.D. Fortune)                                 | - A. Farriss - Hutchence                                                              | 4:31  |

| 14. | Love is (What I Say) (avec JD Fortune) | - Beers - A. Farriss - Hutchence - Pengilly - Anthony Braxton-Smith | 3:50 |
| 15. | Never Tear Us Apart (instrumental)     | - A. Farriss - Hutchence                                            | 3:50 |

| 16. | Devil Inside (avec Ben Harper et Nikka Costa) | - A. Farriss - Hutchence | 5:25 |

## Composition du groupe
- Garry Gary Beers (en) : basse
- Andrew Farriss : claviers, guitare, chant sur Don't Change
- Jon Farriss : batterie, percussions
- Tim Farriss : guitare
- Kirk Pengilly (en) : guitare, saxophone, chœurs, chant sur Don't Change

Musiciens additionnels
- Matt Corby : chœurs sur Never Tear Us Apart
- Scott Wilson : guitare sur Just Keep Walking
- John Mayer : guitare sur Mystify
- Melinda Appleby : chœurs sur To Look at You et Don't Change

## Classements hebdomadaires
| Classement (2010) | Meilleure place |
| ----------------- | --------------- |
| Australie (ARIA)  | 49              |
| France (SNEP)     | 144             |